# Peșterile din Nahoreanî

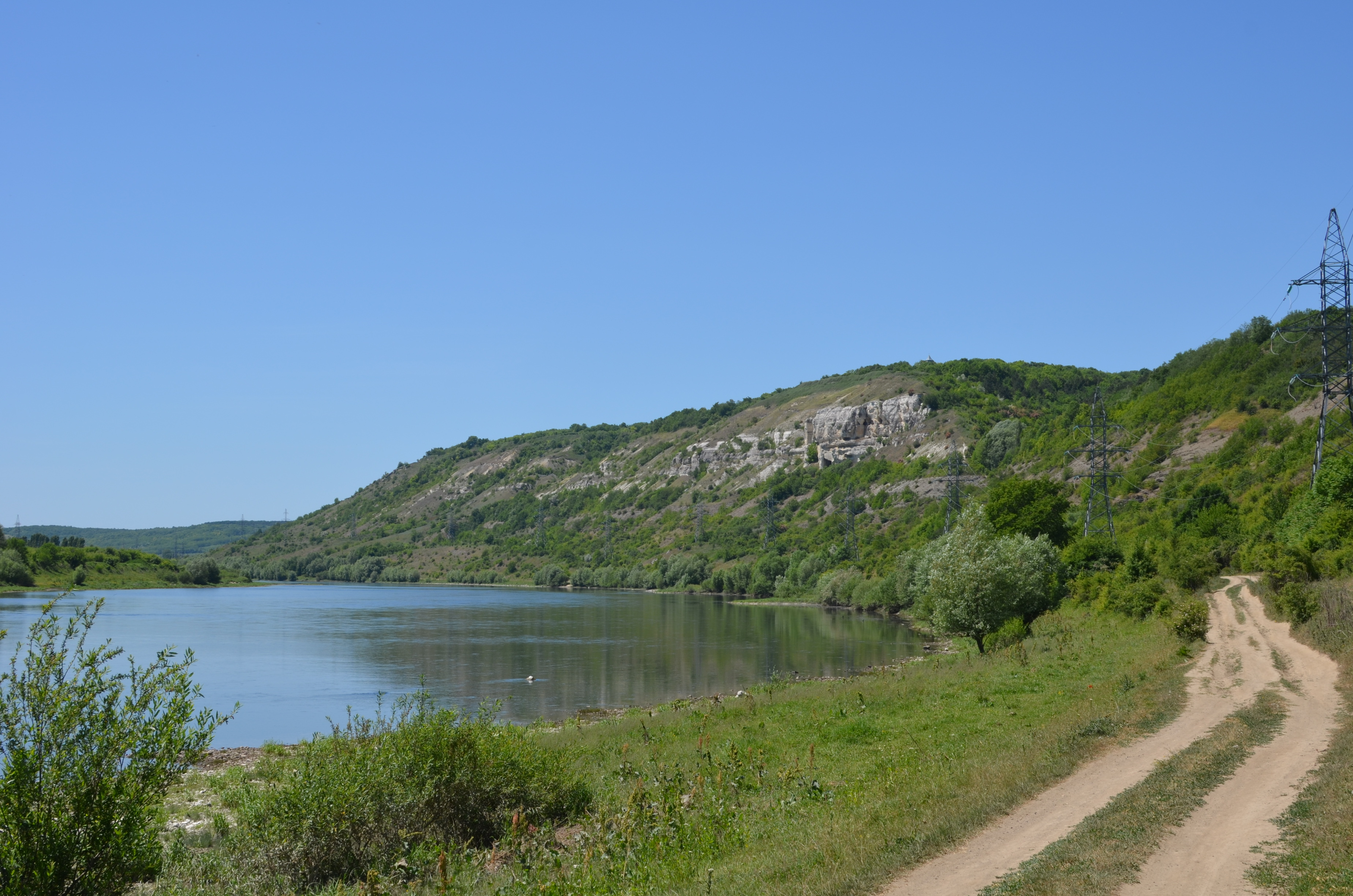
Drumul de acces

Peșterile din Nahoreanî sunt un monument al naturii de importanță locală localizat în preajma satului Nahoreanî, raionul Mohîliv-Podilskîi, regiunea Vinnița, Ucraina. Sunt înconjurate de un ansamblu de stânci de calcar din perioada cretacică, aflat pe malul drept al fluviului Nistru. Au primit statutul de monument al naturii în anul 1969. Au o suprafață de 1 ha.

## Galerie de imagini

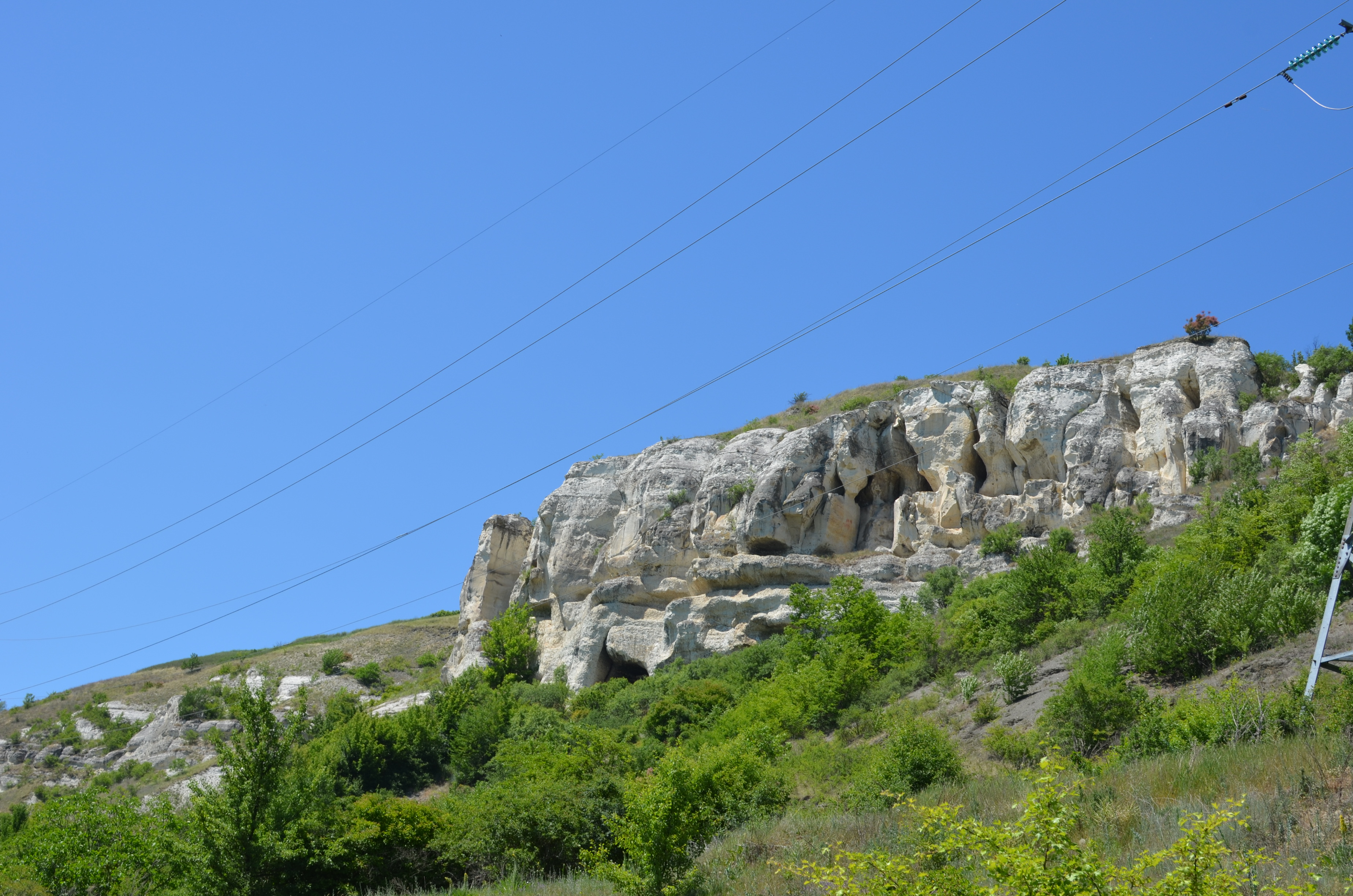
Ansamblul de stânci
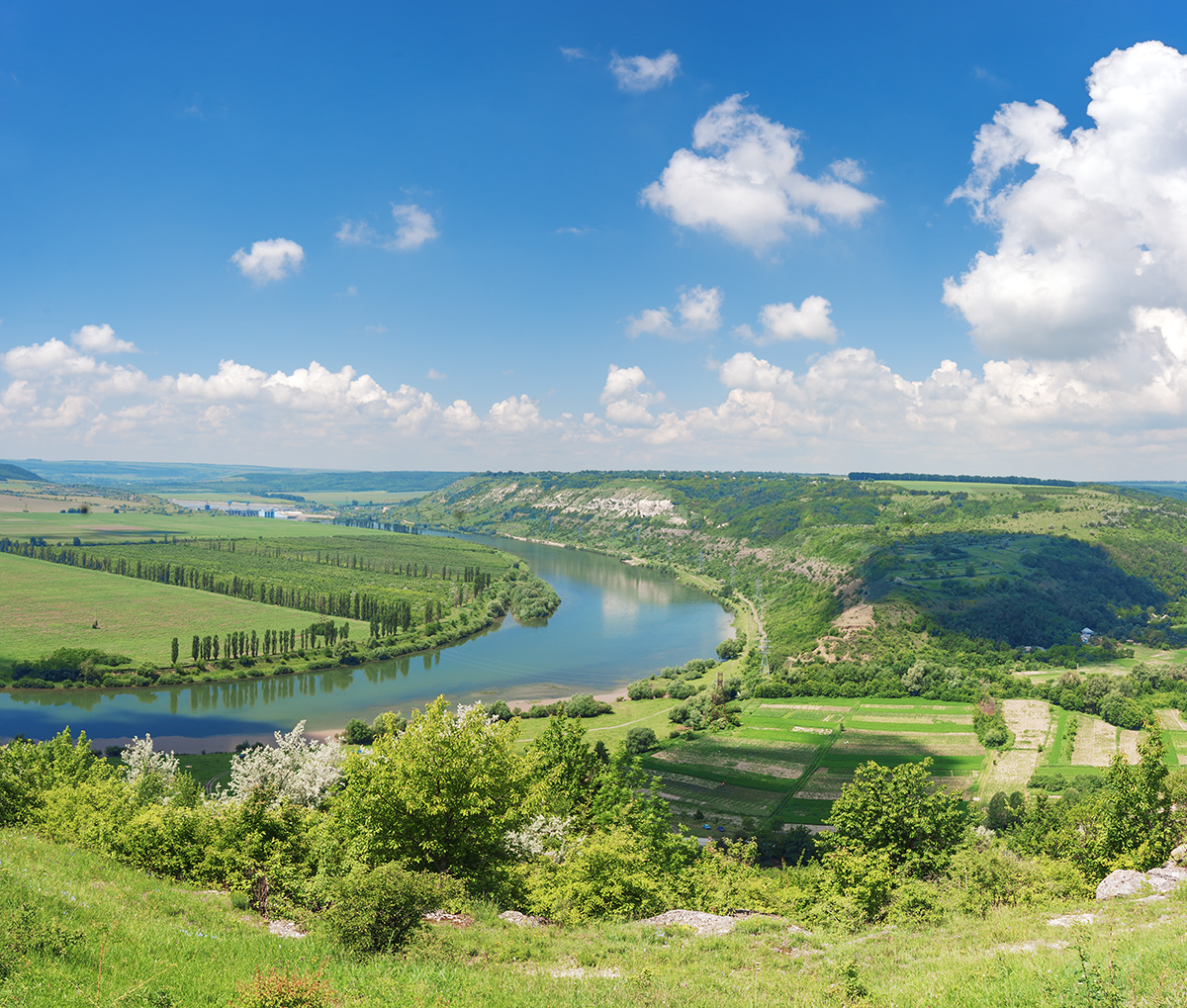
Stâncile văzute din Mănăstirea Leadova
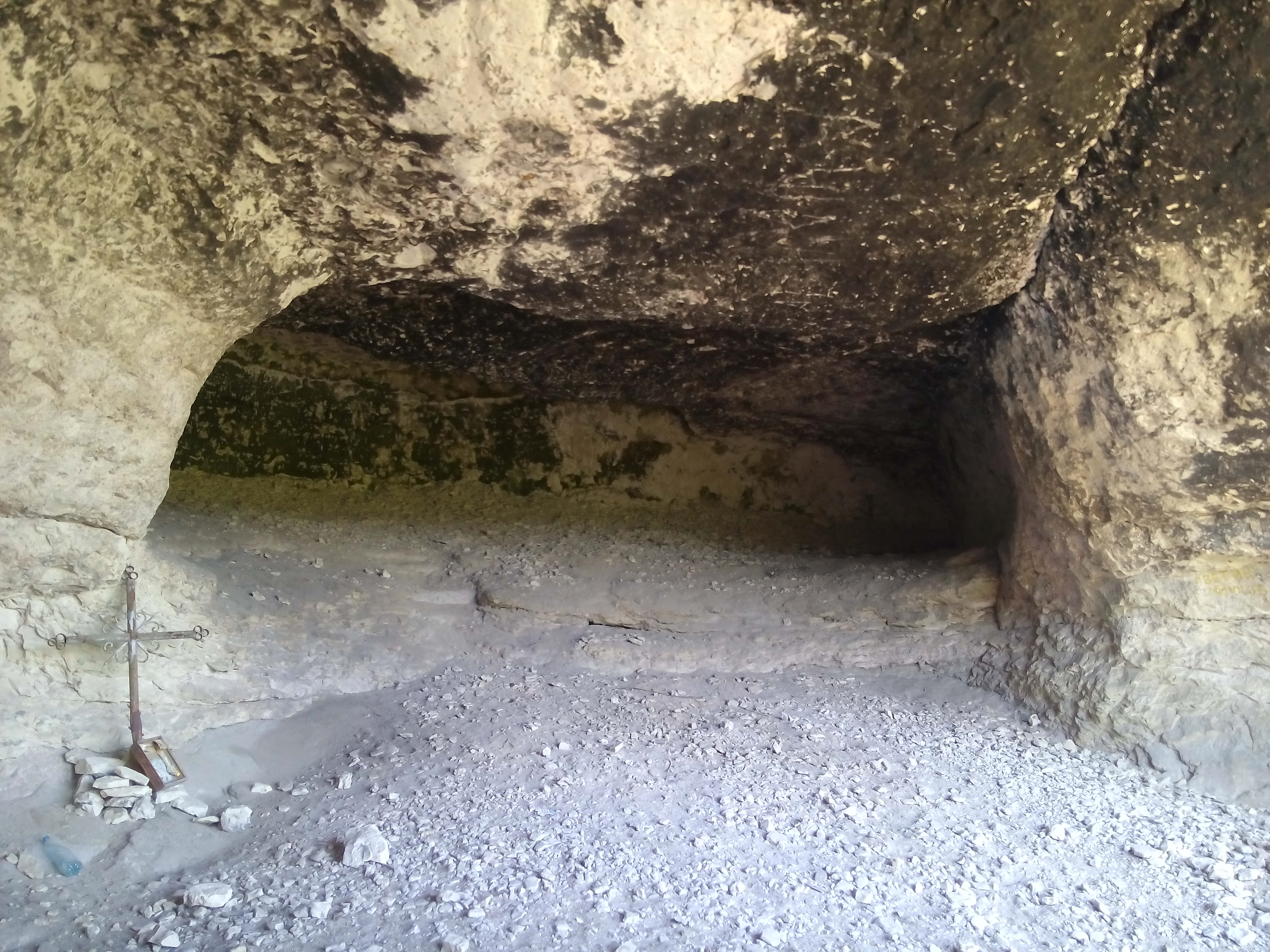
Peșteră
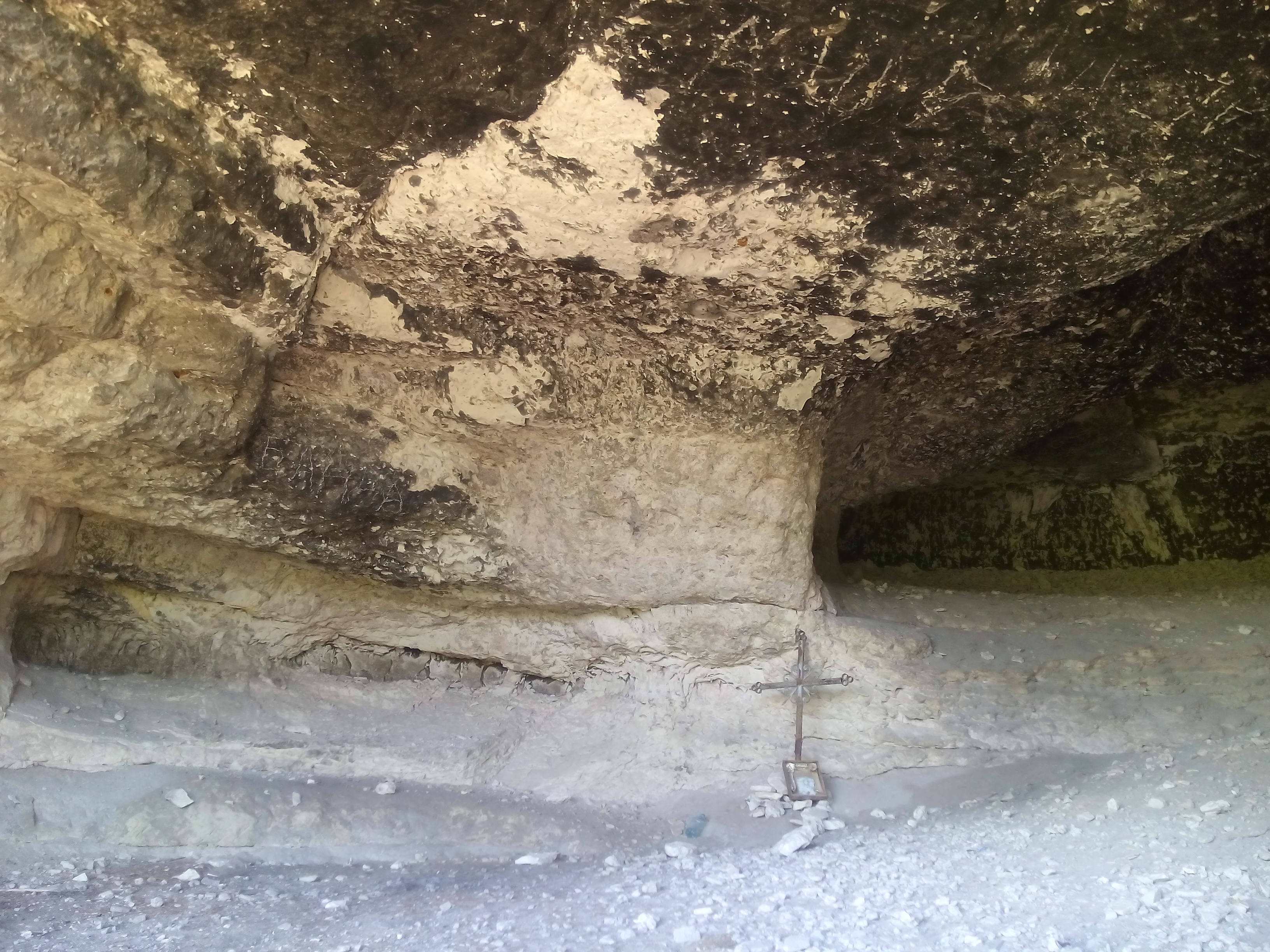
Peșteră
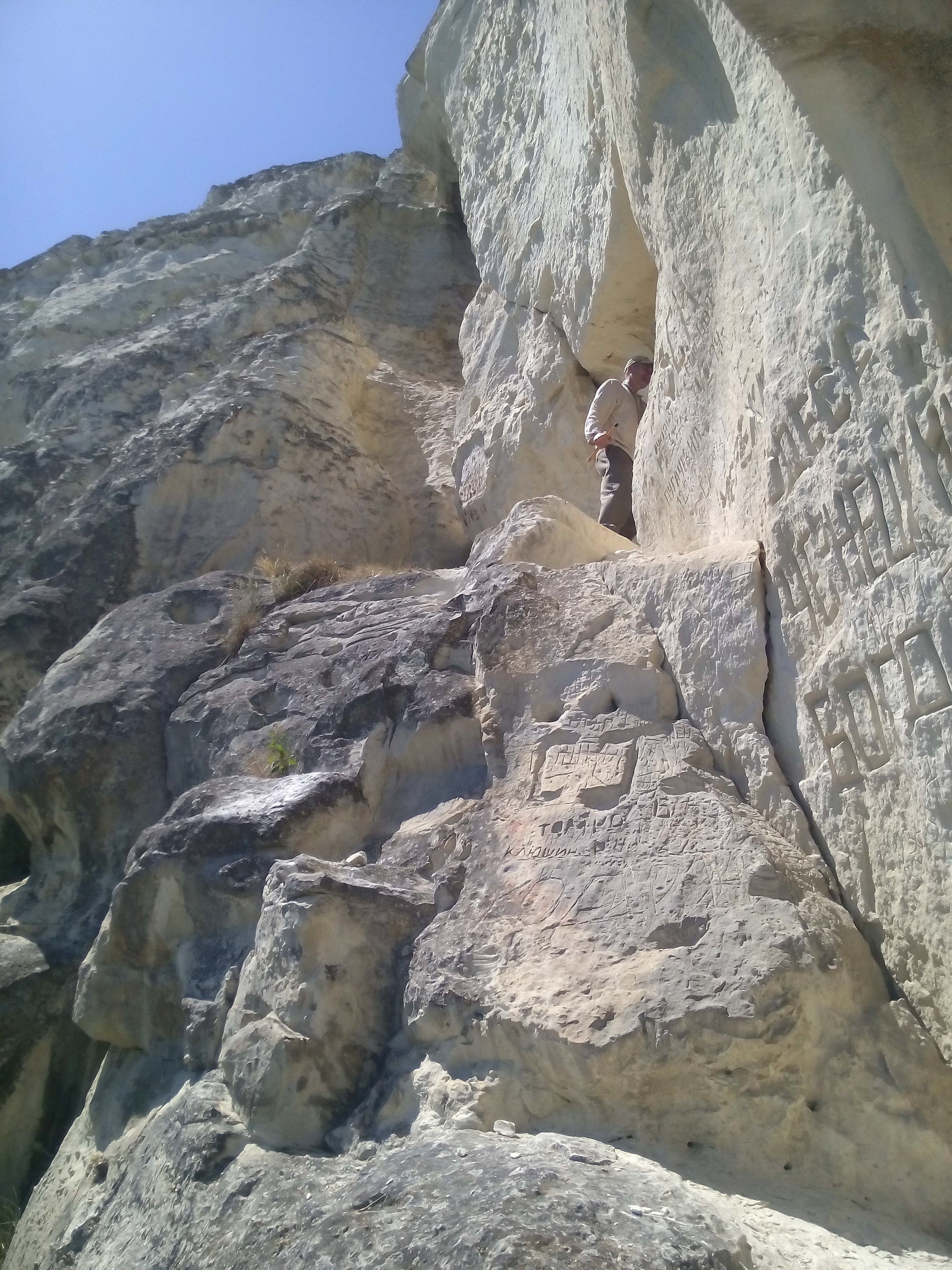
Stâncă
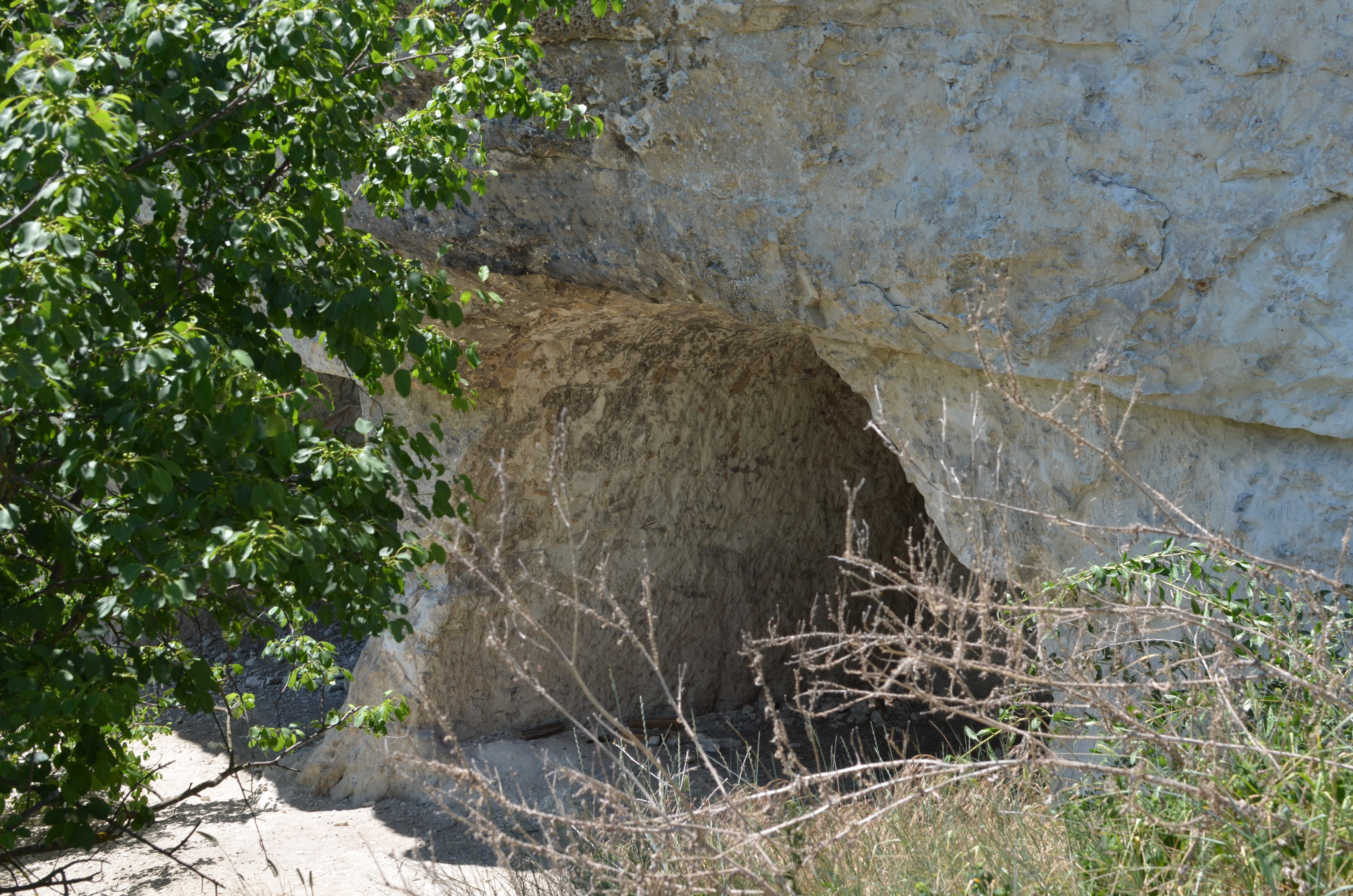
Peșteră
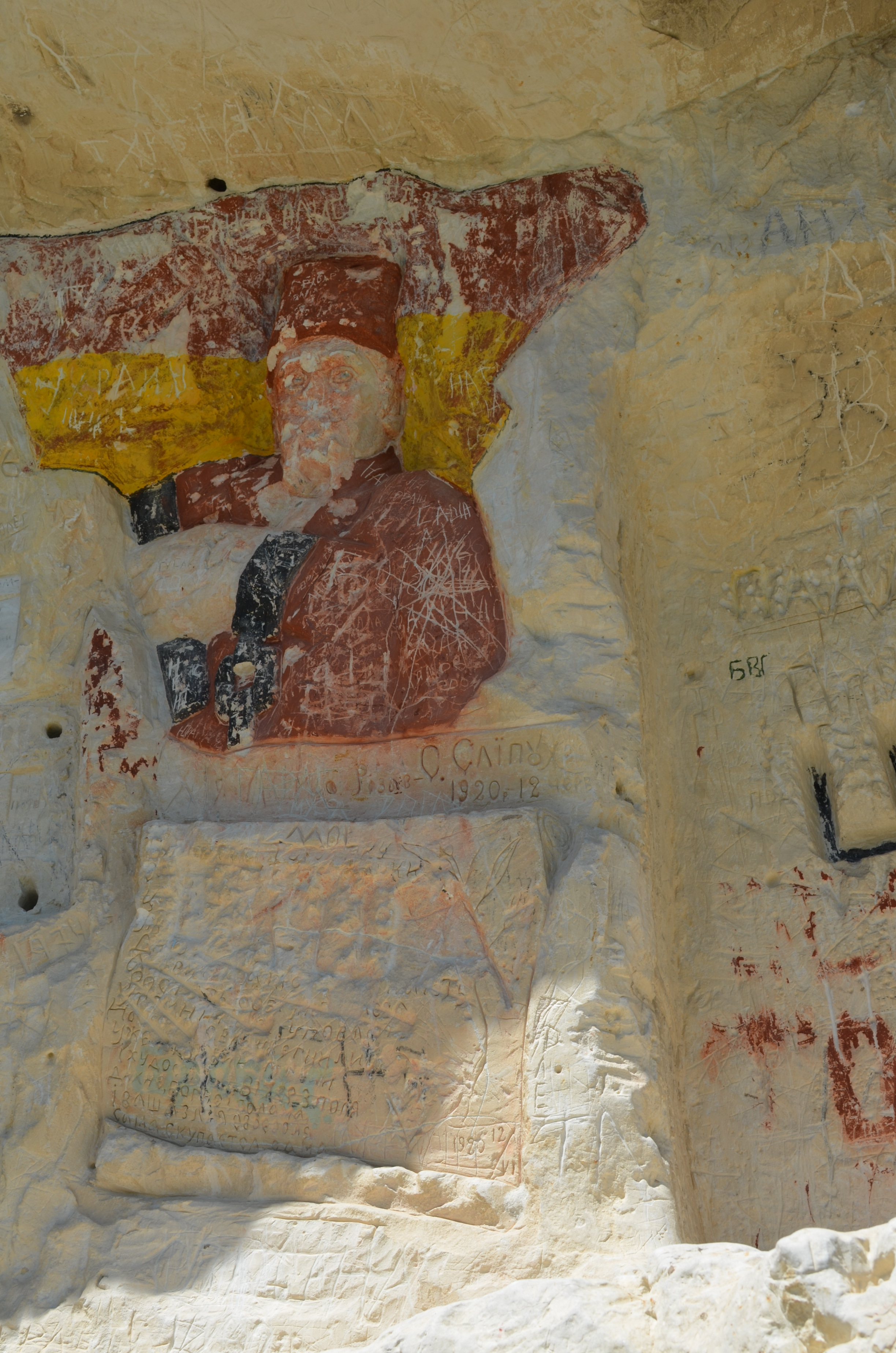
Pictură ilustrându-l pe Taras Șevcenko
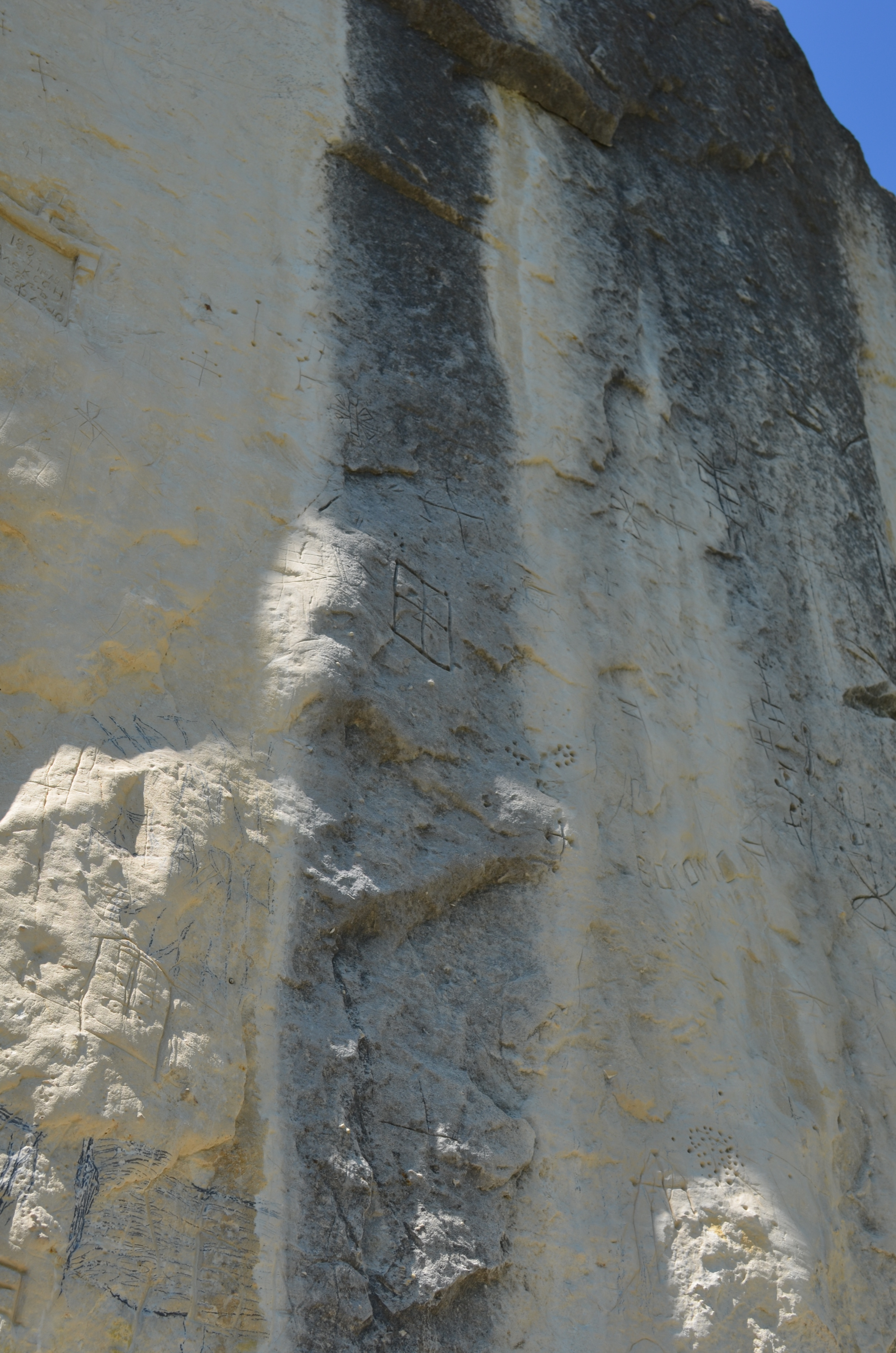
Înscrieri vechi